# 두 개의 눈을 가진 아일랜드
"두 개의 눈을 가진 아일랜드"(Two-eyed Ireland)는 한국에서 제작된 임진평 감독의 2008년 다큐멘터리 영화이다. 김현보 등이 주연으로 출연하였다.

## 출연

### 주연
- 두 번째 달 바드
- 김현보
- 박혜리
- 김정환
- 권병호
- 백선열

## 기타
- 프로듀서: 김요환